# Raypur (ort i Indien)
Raypur är en ort i Indien.   Den ligger i distriktet South 24 Paraganas och delstaten Västbengalen, i den östra delen av landet, 1 300 km sydost om huvudstaden New Delhi. Raypur ligger 10 meter över havet och antalet invånare är 6 907.
Terrängen runt Raypur är mycket platt. Runt Raypur är det mycket tätbefolkat, med 1 221 invånare per kvadratkilometer. Närmaste större samhälle är Bāruipur, 9,7 km sydväst om Raypur. Trakten runt Raypur består till största delen av jordbruksmark.